# 30.ª edición de los Premios Grammy
La 30.ª edición de los Premios Grammy se celebró el 2 de marzo de 1988 en el Radio City Music Hall de Nueva York, en reconocimiento a los logros discográficos alcanzados por los artistas musicales durante el año anterior. El evento fue presentado por Billy Crystal y fue televisado en directo en Estados Unidos por CBS.

## Ganadores

### Generales
- Grabación del año
  - Paul Simon por "Graceland"
- Álbum del año
  - Brian Eno, Daniel Lanois (productores); U2 por The Joshua Tree
- Canción del año
  - Barry Mann, Cynthia Weil & James Horner (compositores); Linda Ronstadt & James Ingram (intérpretes) por "Somewhere Out There"
- Mejor artista novel
  - Jody Watley

### Blues
- Mejor álbum de blues tradicional
  - Professor Longhair por Houseparty New Orleans Style
- Mejor álbum de blues contemporáneo
  - The Robert Cray Band por Strong Persuader

### Clásica
- Mejor grabación clásica orquestal
  - Michael Haas (productor), Georg Solti (director) & Chicago Symphony Orchestra por Beethoven: Sinfonía n.º 9
- Mejor interpretación solista vocal clásica
  - Kathleen Battle por Kathleen Battle - Salzburg Recital
- Mejor grabación de ópera
  - Cord Garben (productor), James Levine (director), Agnes Baltsa, Kathleen Battle, Gary Lakes, Hermann Prey, Anna Tomowa-Sintow & Vienna Philharmonic Orchestra por R. Strauss:Ariadne auf Naxos
- Mejor interpretación coral, clásica
  - Robert Shaw (director) & Atlanta Symphony Orchestra & Chorus por Hindemith: When Lilacs Last in the Dooryard Bloom'd
- Mejor interpretación clásica - Solista o solistas instrumentales (con orquesta)
  - James Levine (director), Itzhak Perlman & Vienna Philharmonic Orchestra por Mozart: Conciertos para violín n.º 2 & 4
- Mejor interpretación clásica - Solista o solistas instrumentales (sin orquesta)
  - Vladimir Horowitz por Horowitz in Moscow
- Mejor interpretación de música de cámara
  - Vladimir Ashkenazy, Lynn Harrell & Itzhak Perlman por Beethoven: The Complete Piano Trios
- Mejor composición clásica contemporánea
  - Krzysztof Penderecki (compositor y director), Mstislav Rostropovich & Philharmonia Orchestra por Penderecki: Concierto para violonchelo n.º 2
- Mejor álbum de música clásica
  - Thomas Frost (productor) & Vladimir Horowitz por Horowitz in Moscow

### Comedia
- Mejor grabación de comedia
  - Robin Williams por A Night at the Met

### Composición y arreglos
- Mejor composición instrumental
  - Ron Carter, Herbie Hancock, Billy Higgins & Wayne Shorter (compositores); varios intérpretes por Call Sheet Blues
- Mejor canción escrita específicamente para una película o televisión
  - James Horner, Barry Mann & Cynthia Weil (compositores); Linda Ronstadt & James Ingram (intérpretes) por "Somewhere Out There"
- Mejor álbum o banda sonora original instrumental escrita para una película o televisión
  - Ennio Morricone (compositor) por The Untouchables
- Mejor arreglo instrumental
  - Bill Holman (arreglista); The Tonight Show Band & Doc Severinsen (intérpretes) por Take The "A" Train
- Mejor arreglo de acompañamiento para vocalista(s)
  - Frank Foster (arreglista); Diane Schuur & Count Basie Orchestra (intérpretes) por Deedles' Blues

### Country
- Mejor interpretación vocal country, femenina
  - K. T. Oslin por "80's Ladies"
- Mejor interpretación vocal country, masculina
  - Randy Travis por Always & Forever
- Mejor interpretación country, dúo o grupo
  - Emmylou Harris, Dolly Parton & Linda Ronstadt por Trio
- Mejor interpretación country, dueto
  - Ronnie Milsap & Kenny Rogers por Make No Mistake, She's Mine
- Mejor interpretación instrumental country
  - Asleep at the Wheel por String of Pars
- Mejor canción country
  - Paul Overstreet & Don Schlitz (compositores); Randy Travis (intérprete) por Forever and Ever, Amen

### Espectáculo musical
- Mejor álbum de espectáculo con reparto original
  - Claude-Michel Schonberg (compositor), Herbert Kretzmer (escritor), Alain Boublil, Claude-Michel Schonberg (productores) por Les Misérables

### Folk
- Mejor álbum de folk tradicional
  - Ladysmith Black Mambazo por Shaka Zulu
- Mejor álbum de folk contemporáneo
  - Steve Goodman por Unfinished Business

### Gospel
- Mejor interpretación vocal gospel, femenina
  - Deniece Williams por I Believe In You
- Mejor interpretación vocal gospel, masculina
  - Larnelle Harris por The Father Hath Provided
- Mejor interpretación vocal gospel, dúo o grupo
  - Mylon LeFevre & Broken Heart por Crack the Sky
- Mejor interpretación gospel soul, femenina
  - CeCe Winans por For Always
- Mejor interpretación gospel soul, masculina
  - Al Green por Everything's Gonna Be Alright
- Mejor interpretación gospel soul, dúo grupo
  - Anita Baker & The Winans por Ain't No Need to Worry

### Hablado
- Mejor grabación hablada
  - Garrison Keillor por Lake Wobegon Days

### Histórico
- Mejor álbum histórico
  - Orrin Keepnews (productor) por Thelonious Monk - The Complete Riverside Recordings

### Infantil
- Mejor grabación para niños
  - Tom Bradshaw, Mark Sottnick (productores), Bobby McFerrin (productor e intérprete) & Jack Nicholson por The Elephant's Child

### Jazz
- Mejor interpretación vocal jazz femenina
  - Diane Schuur por Diane Schuur & the Count Basie Orchestra
- Mejor interpretación vocal jazz masculina
  - Bobby McFerrin por What Is This Thing Called Love
- Mejor interpretación instrumental jazz, solista
  - Dexter Gordon por The Other Side of Round Midnight
- Mejor interpretación instrumental jazz, grupo
  - Wynton Marsalis por Marsalis Standard Time - Volume I
- Mejor interpretación instrumental jazz, big band
  - Mercer Ellington por Digital Duke
- Mejor interpretación de jazz fusión, vocal o instrumental
  - Pat Metheny Group por Still Life (Talking)

### Latina
- Mejor álbum de pop latino
  - Julio Iglesias por Un hombre solo
- Mejor álbum latino tropical tradicional
  - Eddie Palmieri por La Verdad - The Truth
- Mejor interpretación mexicano-americana
  - Los Tigres del Norte por Gracias!... América... Sin Fronteras

### New age
- Mejor interpretación new age
  - Yusef Lateef por Yusef Lateef's Little Symphony